# Grégori Derangère
Pour les articles homonymes, voir Derangère.
Grégori Derangère, né le 27 mars 1971 à Montpellier, est un acteur français.

## Biographie
Grégori Derangère naît à Montpellier où ses parents finissent leurs études de médecine. Il passe son enfance à Moscou, en Guyane française, puis dans la banlieue parisienne.
À 21 ans, il suit des cours d'art dramatique au Cours Florent de Paris avec pour professeur l'actrice Joséphine Derenne. En 1995, il intègre l'École nationale supérieure des arts et techniques du théâtre (ENSATT) de Lyon.
À 25 ans en 1996, il tourne son premier film au cinéma avec Charlotte Gainsbourg et Gérard Lanvin dans Anna Oz d'Éric Rochant.
En 1999, il décroche son premier rôle qui lance sa carrière dans 30 ans de Laurent Perrin.
Lors des César 2002, à 31 ans, il est nommé au César du meilleur espoir masculin pour son rôle de gueule cassée de la Première Guerre mondiale dans le film La Chambre des officiers de François Dupeyron.
En 2003, il joue un premier rôle, Frédéric Auger, un écrivain pris dans la tourmente de la Seconde Guerre mondiale dans Bon Voyage de Jean-Paul Rappeneau. Il obtient pour ce rôle le césar du meilleur espoir masculin en 2004,.
Grégori Dérangère est ambassadeur de la Fondation Nicolas-Hulot pour la nature et l'homme.

## Filmographie

### Cinéma
- 1996 : Anna Oz d'Éric Rochant : Thomas
- 1997 : Marie Baie des Anges de Manuel Pradal : Le Pilote de F1
- 1997 : Amis pour la vie de Éric Bitoun, court-métrage : Victor
- 1998 : Pas de scandale de Benoît Jacquot
- 1999 : 30 ans de Laurent Perrin : Antoine
- 2000 : La Chambre des officiers de François Dupeyron : Pierre
- 2002 : Mille millièmes, fantaisie immobilière de Rémi Waterhouse : Vincent
- 2002 : Bon Voyage de Jean-Paul Rappeneau : Frédéric Auger
- 2003 : L'Équipier de Philippe Lioret : Antoine
- 2004 : Les Parisiens de Claude Lelouch : Un arnaqueur
- 2004 : Le Courage d'aimer de Claude Lelouch : L'agent immobilier
- 2005 : Le Passager de l'été de Florence Moncorgé-Gabin : Joseph
- 2005 : Les Fragments d'Antonin de Gabriel Le Bomin : Antonin Verset
- 2009 : Une semaine sur deux (et la moitié des vacances scolaires) d'Ivan Calbérac : Jérôme
- 2010 : Insoupçonnable de Gabriel Le Bomin : Clément Schaeffer
- 2011 : L'Assaut de Julien Leclercq : Le Commandant Denis Favier
- 2019 : Je ne rêve que de vous de Laurent Heynemann : Henri Reichenbach
- 2020 : L'Aventure des Marguerite de Pierre Coré : Louis
- 2021 : Boîte noire de Yann Gozlan : Alain Roussin

### Télévision
- 1996 : Un chantage en or de Hugues de Laugardière : Xavier
- 1997 : Paloma de Marianne Lamour : Raphaël
- 1998 : Chez ma tante de Daniel Ravoux : Clément
- 1999 : L'Occasionnelle de Diane Bertrand : Laurent
- 1999 : Crimes en série (série télévisée) : Tibor Trévisse
- 2000 : Le Bois du Pardoux de Stéphane Kurc : Bernard
- 2000 : Sauvetage : Simon
- 2002 : L'Année des grandes filles de Jacques Renard : René
- 2005 : Le Grand Charles de Bernard Stora (série télévisée) : Claude Guy
- 2005 : D'Artagnan et les Trois Mousquetaires de Pierre Aknine : Aramis
- 2006 : Le Rainbow Warrior  de Pierre Boutron : Thomas Juge
- 2006 : Petits meurtres en famille d'Edwin Baily (série télévisée) : Victor
- 2007 : L'Affaire Ben Barka de Jean-Pierre Sinapi : Philippe Bernier
- 2007 : Diana : À la recherche de la vérité de John Strickland : Thomas Sylvestre
- 2008 : Drôle de Noël de Nicolas Picard-Dreyfuss : Pierre
- 2009 : Au siècle de Maupassant de Didier Malleval (série télévisée) : Comte Charles de Savigny[6]
- 2009 : Reporters (série télévisée) : Alexandre Marchand
- 2010 : Une lubie de Monsieur Fortune de Philippe Venault : Vincent Fortune
- 2012 : Nicolas Le Floch de Nicolas Picard-Dreyfuss (série télévisée) : La Griffe
- 2013 : Candice Renoir (série télévisée) de Christophe Douchand et Nicolas Picard-Dreyfuss : Ferola
- 2013 : Le Déclin de l'empire masculin de Angelo Cianci : Simon
- 2013 : La Rupture de Laurent Heynemann : Jacques Chirac
- 2014 : Meurtres à Rocamadour de Lionel Bailliu : Alexandre Delcroix[7]
- 2015 : J'ai épousé un inconnu de Serge Meynard : Aurélien
- 2015 : Le Sang de la vigne, épisode Médoc sur ordonnance de René Manzor : René Grimaud
- 2016 : Mystère à la Tour Eiffel de Léa Fazer : Grégoire Murat
- 2016 : La Loi d'Alexandre de Claude-Michel Rome (épisode 3) : Benoit Vauthier
- 2016 - 2019 : Sacristie !, (mini-série)[8] : Bertrand Rousseau
- 2017 : Caïn, (saison 5) : Pierre Benedetti
- 2017 : Rien ne vaut la douceur du foyer de Laurent Jaoui : Alex
- 2018 : Roches Noires de Laurent Dussaux : Simon Beauregard
- 2022 : Un alibi d'Orso Miret : Pierre[9]

### Docu-fiction
- 2014 : Lost in Tokyo[10]

## Théâtre
- 2023 : Non loin d'ici de John Patrick Shanley, mise en scène Manuel Olinger, Théâtre des Gémeaux (Festival off d'Avignon)[11]

## Distinctions

### Récompenses
- Prix Lumières 2004 : meilleur espoir masculin pour  Bon voyage
- César 2004 : meilleur espoir masculin pour Bon voyage
- Festival du film d'aventures de Valenciennes 2008 : Prix Rémy Julienne

### Nomination
- César 2002 : meilleur espoir masculin pour La Chambre des officiers